# Leshko Point
Der Leshko Point (englisch; bulgarisch нос Лешко nos Leschko) ist eine Landspitze an der Südostküste von Liège Island im Palmer-Archipel westlich der Antarktischen Halbinsel. Sie bildet 8,95 km südwestlich des Neyt Point und 2,45 km nordnordöstlich des Balija Point die Nordseite der Einfahrt zur Beripara Cove.
Britische Wissenschaftler kartierten die Landspitze 1978. Die bulgarische Kommission für Antarktische Geographische Namen benannte sie 2009 nach der Ortschaft Leschko im Südwesten  Bulgariens.